# Décoction
Vous pouvez aider à l'améliorer ou bien discuter des problèmes sur sa page de discussion.
- Il ne cite pas suffisamment ses sources. Vous pouvez indiquer les passages à sourcer avec {{référence nécessaire}} ou {{Référence souhaitée}}, et inclure les références utiles en les liant aux notes de bas de page. (Marqué depuis avril 2021)
- Il contient une ou plusieurs listes. Le texte gagnerait à être rédigé sous la forme d’un ou plusieurs paragraphes synthétiques, afin d’être plus agréable à lire. (Marqué depuis avril 2021)

- Archive Wikiwix
- Bing
- Cairn
- DuckDuckGo
- E. Universalis
- Gallica
- Google
- G. Books
- G. News
- G. Scholar
- Persée
- Qwant
- (zh) Baidu
- (ru) Yandex
- (wd) trouver des œuvres sur Wikidata

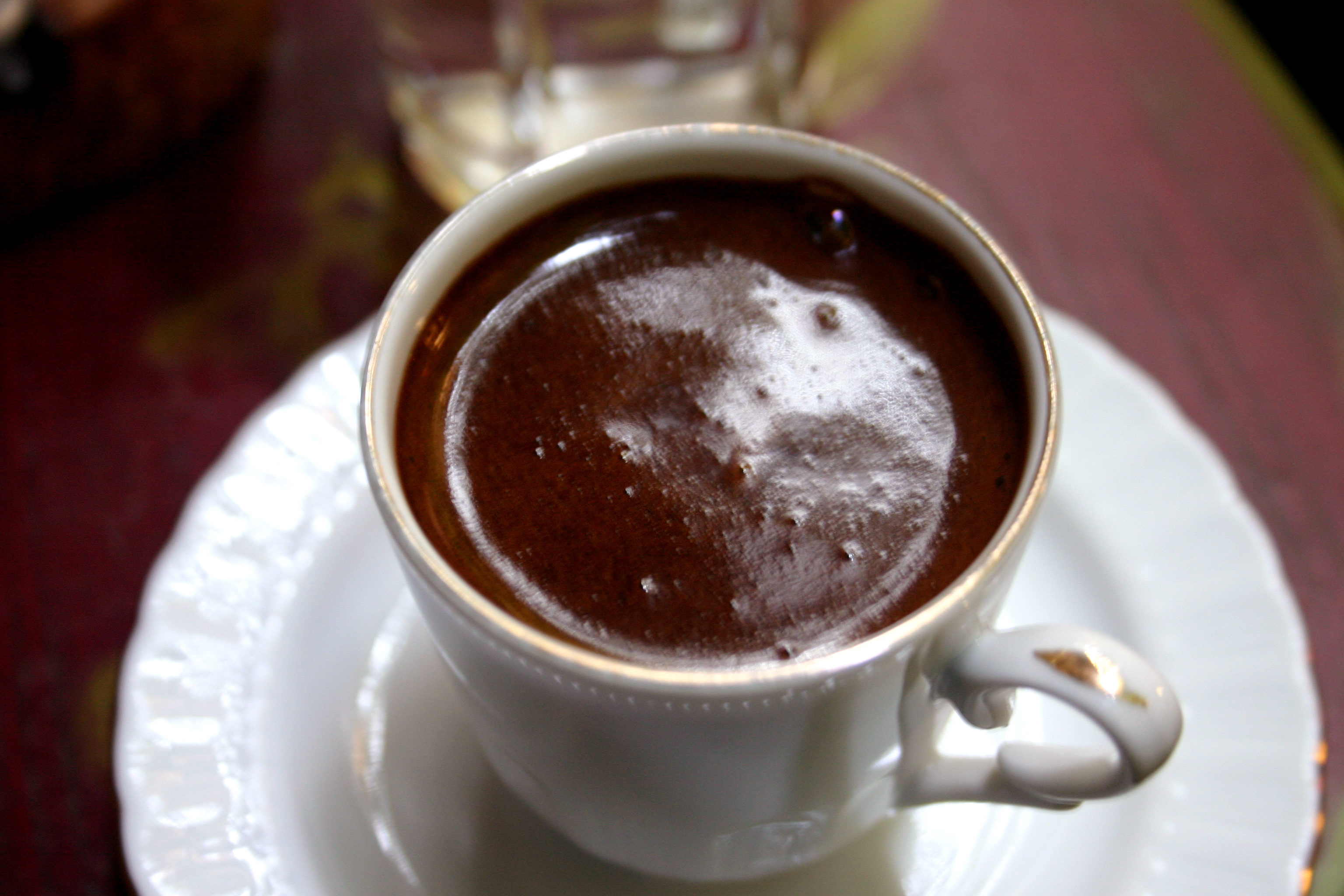
Exemple de décoction : le café turc.

La décoction est une méthode d'extraction des principes actifs ou des arômes d'une préparation généralement végétale par dissolution dans l'eau en ébullition. Elle s'applique généralement aux parties les plus dures des plantes : racines, graines, écorce, bois. Elle est utilisée en herboristerie, en teinture, en brasserie et en cuisine. Le terme désigne également les préparations obtenues par cette méthode.

## Préparation
Pour réaliser une décoction, les parties de plantes sont, si nécessaire, coupées et fractionnées, puis placées dans l'eau froide. Le mélange est porté à ébullition et maintenu à température pendant une durée variable, généralement entre deux et quinze minutes, puis il refroidit avant d'être filtré, à l'aide d'une passoire par exemple.
La décoction ne doit pas être confondue avec :
- l'infusion, dans laquelle la préparation est plongée dans l'eau bouillante mais qu'on ne maintient pas à ébullition, comme pour la préparation du thé ;
- la macération, dans laquelle la préparation n'est pas portée à ébullition, mais plongée dans de l'eau froide, du vinaigre, de l'huile ou de l'alcool.

Les tisanes peuvent être obtenues par infusion, décoction ou macération selon le type de matières végétales utilisées. La décoction permet une extraction des principes actifs plus complète que l'infusion mais certaines molécules peuvent être dégradées au cours du chauffage à ébullition (on parle alors de molécules thermolabiles).

## Exemples
- Lors du brassage de la bière, la décoction permet la transformation de la maische (mélange de malt et d'eau) et favorise l'action des enzymes responsables de la transformation des sucres (protéase, bêta-amylase et alpha-amylase)[1].
- L'eau de saule est une décoction de saule permettant de faciliter le bouturage des végétaux[2].
- La décoction de queues de cerises est utilisée pour ses propriétés diurétiques, par exemple pour le traitement des cystites[3].
- Le café turc est préparé par décoction des graines de café moulues[4].
- Les cachous sont préparés par décoction de noix d'arec[5].